# Маунт-Вашингтон (Массачусетс)
Маунт-Вашингтон (англ. Mount Washington) — місто (англ. town) в США, в окрузі Беркшир штату Массачусетс. Населення — 160 осіб (2020).

## Демографія
Згідно з переписом 2010 року, у місті мешкало 167 осіб у 74 домогосподарствах у складі 42 родин. Було 148 помешкань
Расовий склад населення:
| - 97,6 % — білих - 0,6 % — чорних або афроамериканців |

До двох чи більше рас належало 1,8 %. Частка іспаномовних становила 0,6 % від усіх жителів.
За віковим діапазоном населення розподілялося таким чином: 12,0 % — особи молодші 18 років, 61,7 % — особи у віці 18—64 років, 26,3 % — особи у віці 65 років та старші. Медіана віку мешканця становила 51,3 року. На 100 осіб жіночої статі у місті припадало 103,7 чоловіків;  на 100 жінок у віці від 18 років та старших — 101,4 чоловіків також старших 18 років.
Середній дохід на одне домашнє господарство  становив 105 327 доларів США (медіана — 66 607), а середній дохід на одну сім'ю — 77 850 доларів (медіана — 71 250). Медіана доходів становила 44 750 доларів для чоловіків та 41 250 доларів для жінок. 
Цивільне працевлаштоване населення становило 72 особи. Основні галузі зайнятості: будівництво — 27,8 %, науковці, спеціалісти, менеджери — 20,8 %, освіта, охорона здоров'я та соціальна допомога — 15,3 %.